# 鳥嘌呤
鳥嘌呤（英語：Guanine，又稱鳥糞嘌呤，简写为G）是五種不同碱基中的其中之一，並同時存在於脱氧核醣核酸（DNA）及核醣核酸（RNA）中。鳥嘌呤是嘌呤的一種，並與胞嘧啶（cytosine）以三個氫鍵相連。

## 基本原理
鳥嘌呤，同腺嘌呤和胞嘧啶一样，在DNA和RNA中同时出现。而胸腺嘧啶通常在DNA中发现，尿嘧啶只在RNA中出现。

## 其它
词语 “ 鸟（粪）嘌呤 ” ：1884年，德-Magus教授的学生J-Bodo-Unger，于海鸟粪（guano）分离出，于1886命名为  “鸟粪嘌呤 （guanine）”，来源于西班牙语词语guano，而该词本身起源于克丘亞語wanu。
鸟嘌呤也是秋刀鱼等鱼类银白色部位的主要构成成分。
2011年8月8日，一份建基在NASA對地球上隕石研究發表的報告指出，構建DNA和RNA的基塊（鳥嘌呤、腺嘌呤與相關有機分子）可能是在地球之外的外太空形成的。

## 外部連結
- Computational Chemistry Wiki
- Good Guanine reference （页面存档备份，存于）